# Dolichurus abbreviatus
Dolichurus abbreviatus là một loài côn trùng cánh màng trong họ Ampulicidae, thuộc chi Dolichurus. Loài này được Strand miêu tả khoa học đầu tiên năm 1913.